# Rada Języka Polskiego

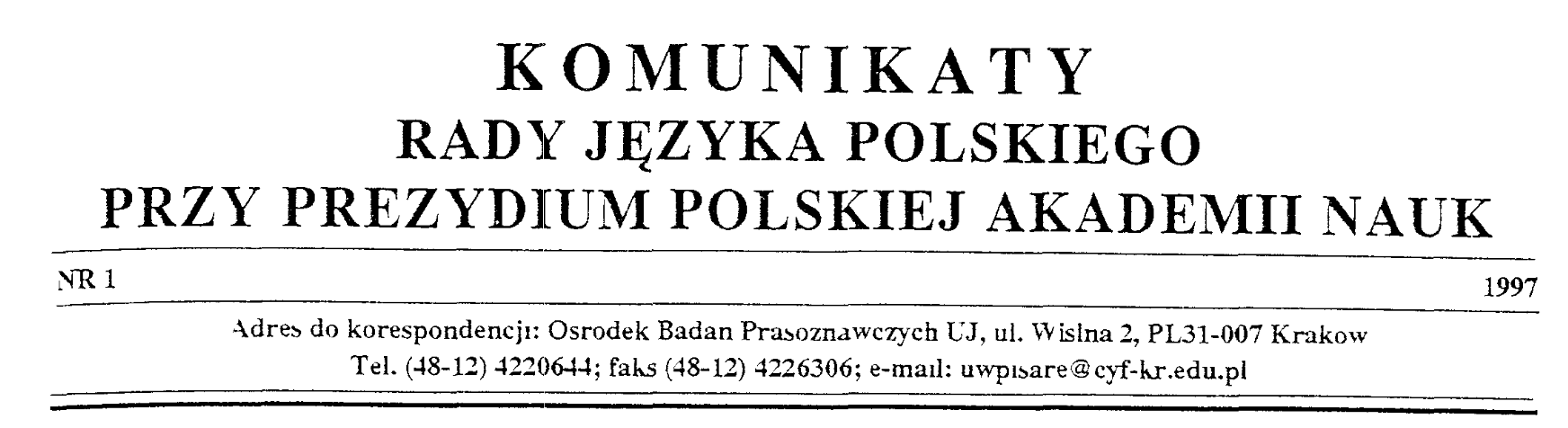
Winieta pierwszego numeru Komunikatów Rady Języka Polskiego

Rada Języka Polskiego (RJP) – instytucja opiniodawczo-doradcza w sprawach używania języka polskiego. Rada została powołana przez Prezydium Polskiej Akademii Nauk na mocy uchwały nr 17/96 z dnia 9 września 1996 roku, formalnie stanowi komitet problemowy przy Prezydium PAN.
Siedziba Rady mieści się w Pałacu Staszica przy ul. Nowy Świat 72 w Warszawie.

## Opis
Działalność Rady została unormowana przez ustawę o języku polskim z dnia 7 października 1999 roku, na mocy której RJP funkcjonuje od maja 2000 roku.
Pierwszym przewodniczącym RJP został Walery Pisarek, od 2000 roku zastąpił go Andrzej Markowski. W VII kadencji przewodniczącą została Katarzyna Kłosińska, wiceprzewodniczącymi Jerzy Bralczyk, Anna Dąbrowska i Tadeusz Zgółka, a sekretarzem naukowym Danuta Krzyżyk. W jej skład wchodzą znawcy następujących dziedzin: antropologii kultury, dziennikarstwa, historii, historii i kultury polskiej, informatyki, językoznawstwa, literatury, medycyny, oświaty, prawa, publicystyki, semiotyki, teatru, teologii, teorii literatury, translatoryki.
Do zadań RJP należy rozpowszechnianie wiedzy o języku polskim, zajęcie stanowiska wobec przepisów ortograficznych i interpunkcyjnych, opiniowanie w spornych sprawach, związanych z używaniem języka polskiego oraz o formie językowej tekstów z dziedziny komunikacji publicznej, a także w kwestiach proponowanych nazw nowych towarów lub usług, wskazywanie rozwiązań w zakresie stosowania języka polskiego w różnych dziedzinach naukowych i technicznych, opieka nad kulturą języka polskiego w edukacji.
Zgodnie z artykułem 12 ust. 2 ustawy o języku polskim Rada nie rzadziej niż co dwa lata przedstawia Sejmowi i Senatowi sprawozdanie o stanie ochrony języka polskiego. Sprawozdanie jest publikowane w postaci druku sejmowego (senackiego).
W latach 1997–2008 przyjęła 19 uchwał ortograficznych i wzięła udział w opracowaniu zasad pisowni słownictwa religijnego.
W latach 1997–2005 co pół roku wydawała Komunikaty Rady Języka Polskiego.

## Skład Rady Języka Polskiego PAN VIII kadencji (2023–2026)
Skład Rady Języka Polskiego PAN w VIII kadencji (2023–2026):
- dr hab. Katarzyna Kłosińska (językoznawstwo) – przewodnicząca,
- prof. dr hab. Anna Dąbrowska (językoznawstwo) – wiceprzewodnicząca,
- prof. dr hab. Ewa Kołodziejek (językoznawstwo) – wiceprzewodnicząca,
- dr hab. Danuta Krzyżyk (językoznawstwo, edukacja) – wiceprzewodnicząca,
- dr hab. Barbara Sobczak (językoznawstwo) – sekretarz naukowy,
- dr hab. Agnieszka Choduń (prawo)
- dr Antonina Doroszewska (socjologia)
- ks. prof. dr hab. Wiesław Przyczyna (teologia)
- prof. dr hab. Mariusz Rutkowski (językoznawstwo)
- prof. dr hab. Piotr Żmigrodzki (językoznawstwo)
- prof. dr hab. Elżbieta Awramiuk (językoznawstwo)
- prof.dr hab. Mirosław Bańko (językoznawstwo)
- dr hab. Agnieszka Bielska-Brodziak (prawo)
- prof. dr hab. Andrzej Blikle (informatyka)
- prof. dr hab. Jerzy Bralczyk (językoznawstwo)
- prof.dr hab. Marian Bugajski (językoznawstwo)
- dr hab. Iwona Burkacka (językoznawstwo)
- red. Bartłomiej Chaciński (dziennikarstwo)
- dr hab. Stanisław Cygan (językoznawstwo)
- prof. dr hab. Stanisław Dubisz (językoznawstwo)
- Ewa Lipska (literatura)
- prof. dr hab. Marek Łaziński (językoznawstwo)
- prof. dr hab. Mirosława Marody (socjologia)
- prof. dr hab. Jan Miodek (językoznawstwo)
- prof. dr hab. Dagmara Mirowska-Guzel (medycyna)
- prof. dr hab. Paweł Nowak (językoznawstwo)
- dr hab. Jolanta Panasiuk (językoznawstwo, logopedia)
- prof. dr hab. Jerzy Podracki (językoznawstwo)
- dr hab. Marcin Poprawa (językoznawstwo)
- prof. dr hab. Renata Przybylska (językoznawstwo)
- dr hab. Michał Rusinek  (literaturoznawstwo)
- prof. dr hab. Aldona Skudrzyk (językoznawstwo)
- prof. dr hab. Magdalena Steciąg (językoznawstwo)
- red. Agnieszka Strzemińska (dziennnikarstwo)
- płk Tomasz Szulejko (wojskowość)
- prof. dr hab. Dorota Zdunkiewicz-Jedynak (językoznawstwo)
- dr hab. Rafał Zimny  (językoznawstwo)
- dr hab. Anna Żurek  (językoznawstwo)

Zmarli w trakcie kadencji:
- prof. dr hab. Władysław Miodunka (językoznawstwo)
- red. Agnieszka Strzemińska (dziennnikarstwo)

## Członkowie w poprzednich kadencjach
Lista członków RJP (data śmierci podana jest wtedy, gdy nastąpiła w trakcie członkostwa w Radzie):
- prof. dr hab. Irena Bajerowa (językoznawstwo polonistyczne), kadencja I–III (1996–2006)
- prof. dr hab. Jerzy Bartmiński (językoznawstwo polonistyczne), kadencja II–V (1999–2014)
- prof. dr hab. Andrzej Jacek Blikle (informatyka), kadencja II–VII (1999–2022)
- sen. Krystyna Bochenek (publicystyka, Senat), kadencja IV (2007–2010), zginęła 2010 r.
- Jacek Bocheński (literatura), kadencja II–V (1999–2014)
- red. Teresa Bogucka (publicystyka), kadencja II–III (1999–2006)
- prof. dr hab. Jerzy Bralczyk (językoznawstwo polonistyczne), kadencja I–VII (1996–2022)
  - członek Prezydium w III kadencji (2003–2006)
  - wiceprzewodniczący od IV kadencji (od 2007)
- prof. dr hab. Marian Bugajski (językoznawstwo polonistyczne), kadencja VI–VII (2015–2022)
- red. Bartłomiej Chaciński (dziennikarstwo), kadencja VI–VII (2015–2022)
- prof. dr hab. Wojciech Chlebda (językoznawstwo rosyjskie) kadencja VII (2019–2022)
- dr hab. Agnieszka Choduń (prawo), kadencja V–VII (2011–2022)
  - członkini Prezydium w VII kadencji
- prof. dr hab. Stefan Chwin (historia i kultura polska XX w., literatura), kadencja IV–V (2007–2014)
- prof. dr hab. Aleksandra Cieślikowa (językoznawstwo polonistyczne), kadencja IV–VI (2007–2018)
- prof. dr hab. Anna Dąbrowska (językoznawstwo polonistyczne), kadencja III–VII (2003–2022)
  - członkini Prezydium w V kadencji (2011–2014)
  - wiceprzewodnicząca od VI kadencji (2015–2018)
- dr Antonina Doroszewska(inne języki) (socjologia), kadencja VI–VII (2015–2022)
- prof. dr hab. med. Jan Doroszewski (medycyna), kadencja I–V (1996–2014)
  - członek Prezydium w IV i V kadencji (2007–2014)
- prof. dr hab. Tadeusz Drewnowski (historia literatury), kadencja I–III (1996–2006)
- prof. dr hab. Stanisław Dubisz (językoznawstwo polonistyczne), kadencja V–VII (2011–2022)
- prof. dr hab. Bogusław Dunaj (językoznawstwo polonistyczne), kadencja III–VI (2003–2018)
- prof. dr hab. Jacek Fisiak (językoznawstwo angielskie), kadencja IV–VII (2007–2022), zmarł w 2019 r.
- prof. dr hab. Antoni Furdal (językoznawstwo polonistyczne), kadencja I–III (1996–2006)
- prof. dr hab. Stanisław Gajda (językoznawstwo polonistyczne), kadencja I–VII (1996–2022)
- prof. dr hab. Michał Głowiński (teoria literatury), kadencja IV–VII (2007–2022)
- prof. dr hab. Maciej Grochowski (językoznawstwo polonistyczne), kadencja V–VI (2011–2018)
- prof. dr hab. Andrzej Gwiżdż (prawo), kadencja I (1996–1998)
- dr hab. Dorota Jedynak (językoznawstwo polonistyczne), kadencja VII (2019–2022)
- dr hab. Katarzyna Kłosińska (Mosiołek-Kłosińska) (językoznawstwo polonistyczne), kadencja II–VII (1999–2022)
  - sekretarz Prezydium w III, IV, V i VI kadencji (2003–2018)
  - przewodnicząca od marca 2019
  - informacje dodatkowe:
    - autorka kilkuset porad językowych udzielonych w imieniu Rady
- prof. dr hab. Ewa Kołodziejek (językoznawstwo polonistyczne), kadencja V–VII (2011–2022)
  - członkini Prezydium od VI kadencji (2015–2018)
- Tadeusz Konwicki (literatura), kadencja II–III (1999–2006)
- Mirosława Konys (oświata), kadencja II (1999–2002)
- prof. dr hab. Julian Kornhauser (historia literatury), kadencja I–IV (1996–2010)
  - wiceprzewodniczący w II, III i IV kadencji (1999–2010)
- prof. dr hab. Bogusław Kreja (językoznawstwo polonistyczne), kadencja I–II (1996–2002), zmarł w 2002 r.
- dr hab. Danuta Krzyżyk (językoznawstwo polonistyczne), kadencja VI–VII (2015–2022)
  - sekretarz Prezydium od 2019
- prof. dr hab. Marian Kucała (językoznawstwo polonistyczne), kadencja I–III (1996–2006)
- prof. dr hab. med. Marek Kulus (medycyna), kadencja VI (2015–2018)
- prof. dr hab. Zenon Leszczyński (językoznawstwo polonistyczne), kadencja I–VII (1996–2022)
- prof. dr hab. Władysław Lubaś (językoznawstwo polonistyczne), kadencja III (2003–2006)
- dr hab. Marek Łaziński (językoznawstwo polonistyczne), kadencja VII (2019–2022)
- prof. dr hab. Jolanta Maćkiewicz (językoznawstwo polonistyczne), kadencja III (2003–2006)
- prof. dr hab. Andrzej Markowski (językoznawstwo polonistyczne), kadencja I–VI (1996–2018)
  - zastępca przewodniczącego w I kadencji (1996–1998)
  - przewodniczący w II, III, IV, V i VI kadencji (2000–2018)
  - honorowy przewodniczący od marca 2019 do listopada 2021 roku
- prof. dr hab. Mirosława Marody (socjologia), kadencja III (2003–2006), VI–VII (2015–2022)
- prof. dr hab. Antoni Mazurkiewicz (informatyka) kadencja I (1996–1998)
  - zastępca przewodniczącego w I kadencji (1996–1998)
- prof. Danuta Michałowska (teatr), kadencja I–II (1996–2002)
- prof. dr hab. Jan Miodek (językoznawstwo polonistyczne), kadencja I–VII (1996–2022)
- prof. dr hab. Władysław Miodunka (językoznawstwo polonistyczne), kadencja V–VII (2011–2022)
- prof. dr hab. Bogusław Nowowiejski (językoznawstwo), kadencja VI (2015–2018)
- prof. dr hab. Kazimierz Ożóg (językoznawstwo polonistyczne), kadencja V (2011–2014)
- dr hab. Jolanta Panasiuk (językoznawstwo, logopedia), kadencja VII (2019–2022)
- Marek Pasieczny (teatr), kadencja V (2011–2014)
- prof. dr hab. Jerzy Pelc (semiotyka), kadencja I–V (1996–1998)
- Jerzy Pilch (literatura), kadencja I (1996–1998)
- prof. dr hab. Walery Pisarek (językoznawstwo polonistyczne), kadencja I–VI (1996–2018), zmarł w 2017
  - przewodniczący w I kadencji oraz na początku II kadencji (1996–2000)
  - honorowy przewodniczący od maja 2000
  - informacje dodatkowe:
    - autor kilkuset porad językowych udzielonych w imieniu Rady,
    - główny autor tezy, że istnienie języka polskiego jest zagrożone,
    - projektodawca ustawy o języku polskim i pomysłodawca Rady Języka Polskiego
- prof. dr hab. Krystyna Pisarkowa (językoznawstwo polonistyczne), kadencja III–IV (2003–2010), zmarła w 2010 r.
- prof. dr hab. Jerzy Podracki (językoznawstwo polonistyczne), kadencja III–VII (2003–2022)
- prof. dr hab. Edward Polański (językoznawstwo polonistyczne), kadencja I–V (1996–2014)
- prof. dr hab. Kazimierz Polański (językoznawstwo slawistyczne), kadencja I–IV (1996–2010), zmarł w 2009 r.
- prof. Anna Polony (teatr), kadencja III (2003–2006)
- prof. dr hab. Renata Przybylska (językoznawstwo polonistyczne), kadencja VII (2019–2022)
- ks. prof. dr hab. Wiesław Przyczyna (teologia), kadencja II–VII (1999–2022)
  - członek Prezydium od III kadencji (od 2003)
- prof. dr hab. Jadwiga Puzynina (językoznawstwo polonistyczne), kadencja I–VII (1996–2022)
- Jerzy Radziwiłowicz (teatr), kadencja IV–VII (2007–2022)
- dr hab. Michał Rusinek (teoria literatury), kadencja VI–VII (2015–2022)
- prof. dr hab. Mariusz Rutkowski (językoznawstwo polonistyczne), kadencja VII (2019–2022)
- prof. dr hab. Halina Satkiewicz (językoznawstwo polonistyczne), kadencja I–IV (1996–2010)
- prof. dr hab. Krystyna Skarżyńska (psychologia), kadencja IV (2007–2010)
- dr hab. Barbara Sobczak (językoznawstwo polonistyczne), kadencja VII (2019–2022)
- red. Jerzy Sosnowski (publicystyka, literatura), kadencja V–VI (2011–2018)
- prof. dr hab. Roch Sulima (antropologia kultury), kadencja IV–VII (2007–2022)
- prof. dr hab. Helena Synowiec(inne języki) (językoznawstwo, oświata), kadencja III–VII (2003–2022)
- red. Adam Szostkiewicz (publicystyka), kadencja III (2003–2006)
- płk Tomasz Szulejko (wojskowość), kadencja VI–VII (2015–2022)
- prof. dr hab. Janusz Tazbir (historia), kadencja I–VI (1996–2018), zmarł w 2016 r.
- red. Małgorzata Tułowiecka (dziennikarstwo), kadencja V–VII (2011–2022)
- prof. dr hab. Stanisław Urbańczyk (językoznawstwo polonistyczne), kadencja I (1996–1998)
- prof. dr hab. Bogdan Walczak (językoznawstwo polonistyczne), kadencja VI (2015–2018)
- Piotr Wojciechowski (literatura), kadencja I–II (1996–2002)
  - sekretarz Prezydium w I kadencji (1996–1998)
- prof. dr hab. Jacek Woźniakowski (historia sztuki), kadencja I–II (1996–2002)
- red. Andrzej „Ibis” Wróblewski (publicystyka), kadencja I–II (1996–2002), zmarł 2002 r.
- Jarosław Zaczykiewicz (językoznawstwo, translatoryka), kadencja V (2011–2014)
- prof. dr hab. Janusz Zakrzewski, czł. rzecz. PAN (fizyka), kadencja I–IV (1996–2010), zmarł 2008 r.
  - członek Prezydium w IV kadencji (2007–2010)
- prof. Zbigniew Zapasiewicz (teatr), kadencja III (2003–2006)
- prof. dr hab. Tadeusz Zgółka (językoznawstwo), kadencja III–VII (2003–2022)
  - członek Prezydium w V i VI kadencji (2011–2018)
  - wiceprzewodniczący od VII kadencji (od 2019)
- prof. dr hab. Maciej Zieliński (prawo), kadencja II–VII (1999–2022)
  - wiceprzewodniczący w V i VI kadencji (2011–2018)
  - członek Prezydium od VII kadencji (od 2019)
- prof. dr hab. Piotr Żmigrodzki (językoznawstwo polonistyczne), kadencja V–VII (2011–2022)

## Struktura
W strukturach RJP działa 9 zespołów problemowych:
1. Zespół Dydaktyczny (przewodniczący Tadeusz Zgółka)
2. Zespół Języka Medycznego (przewodniczący Marek Kulus)
3. Zespół Języka Polskiego poza Granicami Kraju (przewodniczący Władysław Miodunka)
4. Zespół Języka Prawnego (przewodnicząca Agnieszka Choduń)
5. Zespół Języka Religijnego (przewodniczący Wiesław Przyczyna)
6. Zespół Ortograficzno-Onomastyczny (przewodnicząca Danuta Krzyżyk)
7. Zespół Retoryki i Komunikacji Publicznej (przewodnicząca Ewa Kołodziejek — obejmuje dawniej działające: Zespół Etyki Słowa. Zespół Języka w Mediach oraz Zespół Kultury Żywego Słowa)
8. Zespół Rozwoju i Zaburzeń Mowy (przewodnicząca Jolanta Panasiuk)
9. Zespół Terminologii Informatycznej (przewodniczący Andrzej Blikle)